# Загорье (Словакия)

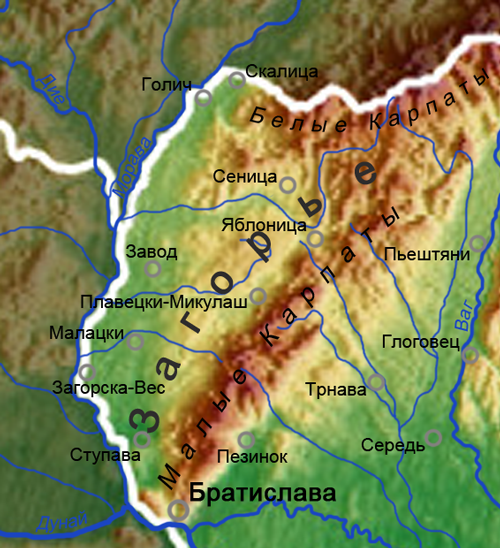
Загорье, изолированное Малыми Карпатами от остальной Словакии

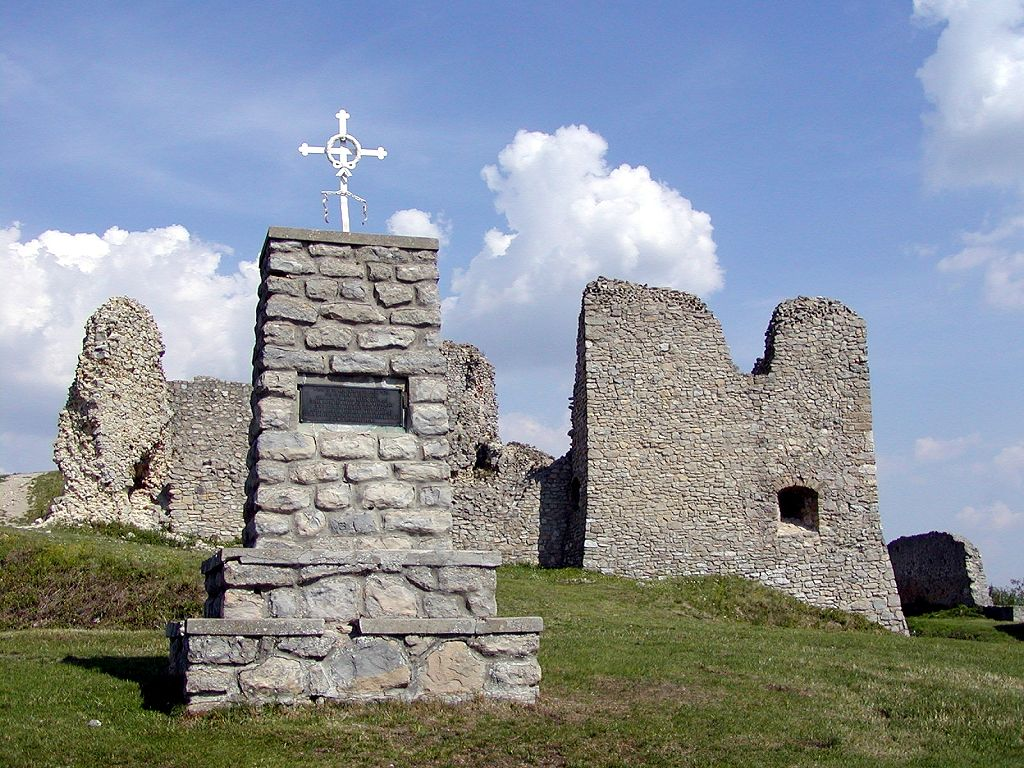
Развалины замка Бранч у Сеницы

Загорье (словац. Záhorie, нем. (windische) Marchauen, венг. Erdőhát) — историческая область Словакии, расположенная на крайнем западе страны, между Белыми и Малыми Карпатами, Моравией и Австрией. В настоящее время Загорье разделёно на 4 административных района — Малацки, Сеница, Скалица и Миява. В Загорье входит также район Братислава IV.
Название «Загорье» происходит от факта, что оно отделено от остальной Словакии Малыми Карпатами, в то время как часть на противоположной стороне Малых Карпат называется «Подгорье».
Здесь сложилась своя самобытная культура и обособленные загорские говоры западнословацкого диалекта, имеющие ряд языковых черт, сходных как с восточноморавскими (моравско-словацкими) диалектами (которые являются естественным продолжением западнословацкого диалектного ареала), так и с чешским языком.

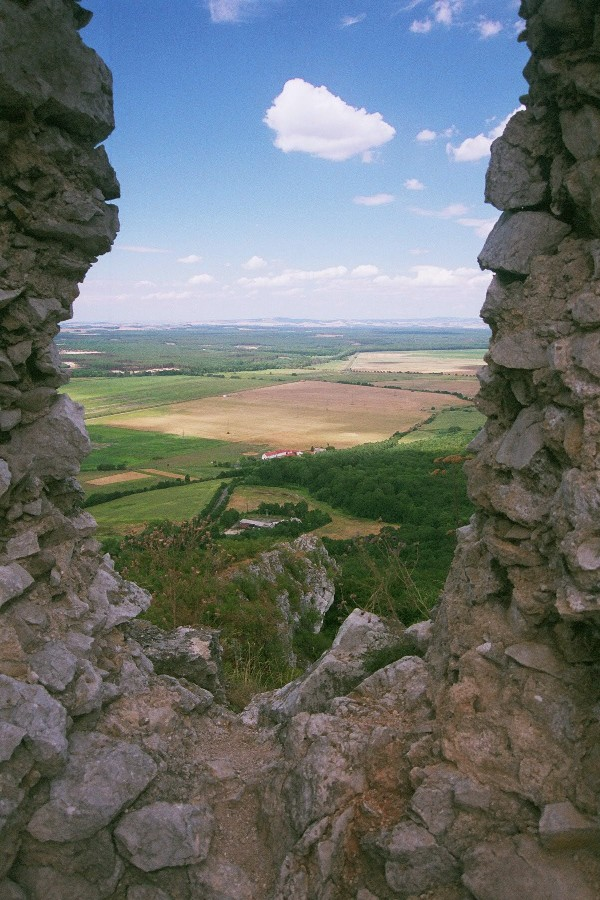
Вид на Борскую низменность с Малых Карпат

## География
Большая часть территории Загорья расположена на территории Борской низменности и Хвойницкой возвышенности, которые являются частью Венского бассейна.
Наиболее крупные реки — Морава и Миява. На востоке и севере расположены Белые и Малые Карпаты.
Важнейшие города региона: Малацки, Ступава, Сеница, Скалица, Голич, Миява.